# 春野公麻呂
春野公麻呂（はるの きみまろ、昭和40年（1965年）- ）は、高知市在住の郷土書専門の文筆家で、かつ、歴史研究家、坂本龍馬の研究家でもあり、現代龍馬学会会員（事務局は高知県立坂本龍馬記念館）。

## 略歴
高校までを出身地の高知市で過ごし、卒業後、10年間、大阪府東大阪市で暮らす。1994年帰郷。
2000年4月、処女作となる『土佐の静寂峰（土佐のマイナー山part1）』を地元の市の出版社と共同出版で刊行。2002〜2004年には自費製作ビデオ『土佐のマイナー山頂コレクション』を四本のシリーズ物として刊行。その間、高知新聞紙面にその活動が報道され、高知新聞社の登山講座講師となる。
2006年、文筆・出版活動を再開し、『土佐のマイナー山part2』の刊行を始め、四国の戦争遺跡、鉄道廃線、坂本龍馬の脱藩道等のガイドブックを著し、著書は毎回地元新聞やラジオで報道・紹介されるようになり、2009年春からは県や市町村自治体の関連施設で、地域活性を目的とした写真展を開催している。

## 著書や写真展に見られる「姿勢」
『土佐の静寂峰』の前書きによれば、大阪在住時代に趣味として行ってきた「登山」を故郷の県のために役立てたいと、無名峰専門のガイドブックを作り、高知の登山界への貢献に寄与したい旨、記述されていたが、その後の各地の講演や『土佐のマイナー山part2』の中では、無名峰を広く周知させることにより、有名峰の入山過多の軽減を図り、有名峰の自然後退を抑制すると共に山間地域の活性化に寄与したい、という具合に、意識の変化が見られる。
写真展についても、地域活性・振興のため、ということで入場料は無料にしている。

## 評価
著書が毎回地元新聞で取り上げられる際、掲載場所は書籍コーナーではなく、決まって一般の報道スペースであり、著者が絶えず地域活性と、各地に残る「自然遺産」や「歴史遺産」の保全を訴えていることが見てとれる。
その思考・活動は2008年11月、尾﨑正直高知県知事にも認められ、民間では異例となる県庁での写真展を開催することとなった。

## 近年の研究
2008年6月、坂本龍馬の脱藩道の詳細をガイドした『龍馬が辿った道』を刊行して以降、龍馬研究家としても知られるようになっているが、同書では「史上初、脱藩道の全コースを解明した」とうたい、地元新聞でも往復３００キロを綿密に踏査した旨、記載されている。
ラジオ等の本人出演の番組では、同書の主張をそのまま伝えているが、新聞に於いては「史上初」や「解明」という表現はなされていない。それは脱藩道には、大きく分けて二説あるからである。すなわち「須崎及び九十九曲峠越え説」と「佐川及び韮ケ峠越え説」である。前者は古くからの説で、後者は昭和60年（1985年）頃、現、愛媛龍馬会顧問である歴史研究家、村上恒夫が古記録の「写し」を元に発表した説。現在では後者が主流となっているが、肝心の高知県内のルートについては、愛媛県境の檮原町以外、ほとんど実際の道跡は明らかにされていなかった。それを高知市の龍馬生家跡から愛媛県大洲市までの全コース踏査し、これまで知られていなかった現存する古道を浮かび上がらせたのが同書となる（著者の見解）。
また、2009年4月に地元新聞で報道された記事によると、現在、龍馬が脱藩直前の旅で歩いた四国四県に残る街道の踏査を行っており、秋ないし冬頃、龍馬街道本の第二弾を刊行するとしているが、調査の中で龍馬の使用した木綿布団や番傘が残る武家屋敷もあったという。